# Christopher Stark
Christopher Stark (2 december 1980) is een Amerikaans componist en muziekpedagoog.

## Levensloop
Stark studeerde aan de Universiteit van Montana in Missoula en vervolgens aan het Cincinnati College-Conservatory of Music (CCM) in Cincinnati. Daarna studeerde hij aan de Vrije Universiteit Berlijn en in Wenen. Aan deze instituties studeerde hij onder anderen bij Samuel Adler, Michael Fiday, Mara Helmuth, Joel Hoffman, David Maslanka, Charles Nichols, Wolfram Wagner en Patrick Williams Zijn studies voltooide hij bij Roberto Sierra en Steven Stucky aan de Cornell University in Ithaca en promoveerde tot Doctor of Musical Arts. 
Hij is gastdocent aan de Universiteit van Montana in Missoula alsook uitvoerend artiest in de lente 2011 en in 2012-2013 aan de Civitella Ranieri Foundation in Perugia. 
Als componist won hij tevens prijzen zoals de Cincinnati Conservatory Orchestral Composition Competition (2007) en de Morton Gould Young Composer Award georganiseerd door de American Society of Composers, Authors and Publishers (ASCAP) in 2010. In hetzelfde jaar kreeg hij zowel een eervolle vermelding bij de "Frederick Fennell Prijs" georganiseerd door de ASCAP/College Band Directors National Association (CBDNA) als een 1e prijs tijdens de American Composers Orchestra (ACO) Underwood competitie. Zijn werken werden op de hele wereld uitgevoerd, zowel in de Nieuwe Synagoge Berlijn als in de bekende Carnegie Hall in New York.

## Composities

### Werken voor orkest
- 2010 Ignatian Exercises for sinfonietta, voor kamerorkest
- 2011 ...and start west, voor kamerorkest
- 2011 Promontories: After Three Photographs by Ansel Adams, voor kamerorkest
- 2012 In su (Upwards), voor strijkorkest
- Drowning & Shoegazing, voor trombone, elektronica en orkest
- Dynamism of a Speeding Horse, voor orkest

### Werken voor harmonieorkest
- 2008 Augenblick, voor harmonieorkest en elektronica
- 2012 Dynamism of a Speeding Horse, voor harmonieorkest

### Kamermuziek
- 2011 Geologies, voor dwarsfluit, klarinet, viool, cello, slagwerk, piano en elektronica
- 2011 Mischief (Of One Kind and Another), voor dwarsfluit, klarinet, elektrische gitaar, harp, viool en cello
- aMBiValence, voor strijktrio en vertraging (of voor saxofoontrio en vertraging)
- Archipel, voor hobo (of klarinet), viool en cello
- Architextures, voor dwarsfluit, viool, cello, slagwerk, piano en elektronica
- Borrowed Chords, voor klarinet, viool en piano
- Gesang, voor strijktrio
- Nanokonzert, voor trombone en ensemble
- Rosenthal Miniatures, voor hobo en basklarinet
- Stars In Dead Reflection, voor hobo, fagot en piano (of klarinet, contrabas, vibrafoon en piano)
- Two-Handed Storytelling, voor piano en elektronica